# Date Rape
Unter Date Rape (englisch date „Verabredung“, rape „Vergewaltigung“) wird ein erzwungener Sexualverkehr oder eine ungewollte sexuelle Handlung durch einen Bekannten im Zusammenhang mit einer ansonsten einvernehmlich eingegangenen Verabredung verstanden. Es ist eine spezielle Form der Vergewaltigung. In der deutschsprachigen Literatur findet sich sowohl der Anglizismus date rape als auch die Übersetzung Rendezvous-Vergewaltigung.

## Überblick
Der Begriff „Date Rape“ wurde 1975 von der amerikanischen Feministin Susan Brownmiller in ihrem Klassiker Against Our Will: Men, Women, and Rape geprägt.
In der amerikanischen Literatur wird Date Rape als Unterkategorie von Acquaintance rape (englisch acquaintance „Bekanntschaft“) beschrieben, als Vergewaltigung oder sexueller Übergriff durch einen Bekannten bei einer Verabredung, während Acquaintance rape im sozialen Nahraum begangen wird, zum Beispiel durch Verwandte, Kollegen, Nachbarn, Freunde, ohne dass eine (Liebes-)Beziehung (dating relationship) besteht oder es zu einer Verabredung gekommen ist. Im Internationalen Handbuch der Kriminologie (2007) wird Date Rape ebenfalls unter Vergewaltigung durch Freunde und Bekannte (Acquaintance Rape) eingeordnet und als Vergewaltigung der Partnerin in einer Liebesbeziehung definiert.
Über die Jahrzehnte verschob sich die gesellschaftliche Bewertung vieler Arten sexuellen Fehlverhaltens, so auch die von Date Rapes. Was früher oft mit einer Täter-Opfer-Umkehr abgewehrt wurde, wird heute als kriminell angesehen und angezeigt. Dadurch steigt die Anzeigebereitschaft. Außerdem wird von einem Rückgang der Fälle ausgegangen.

## Date Rape unter Einsatz von Drogen
In den letzten Jahren wurde Date Rape als erzwungener sexueller Kontakt bei der ersten Verabredung unter Jugendlichen und jungen Erwachsenen bekannt.  Dabei spielten auch so genannte Date-Rape-Drugs (K.-o.-Tropfen) eine Rolle. Um eine Vergewaltigung zu erleichtern, werden dem Opfer Substanzen mit schlafförderndem, dissoziativem und amnestischem Effekt verabreicht, zum Beispiel indem sie heimlich einem Getränk zugefügt werden. Die häufigste Date-Rape-Droge ist jedoch Alkohol. Gerrig/Zimbardo (2008) zitieren eine Studie mit 4446 Frauen an amerikanischen Colleges und Universitäten, wonach 12,8 Prozent der Frauen eine vollendete und 35 Prozent eine versuchte Vergewaltigung während einer Verabredung erfahren haben.

### Typische Tatabläufe
- Ein Bekannter oder Partner nutzt eine Alkoholisierung des Opfers aus.[12]
- Ein Bekannter nützt das eingeschränkte Abwehrverhalten nach Einnahme von Partydrogen aus.
- Ein Bekannter missinterpretiert ein „Nein“ des Opfers lediglich als scheinbaren Widerstand und somit als „Ja“.[13]
- Ein Bekannter missinterpretiert einen anregenden Zungenkuss als Recht, sich Befriedigung zu verschaffen.
- Dem Opfer werden zuvor heimlich Drogen verabreicht (zum Beispiel K.-o.-Tropfen ins Getränk des Opfers).[14]
- Ein Bekannter plant die Anwendung sexueller Gewalt bereits im Vorfeld und baut gezielt eine psychologische und körperliche Drucksituation auf.[15]

## Folgen
Die psychischen und sozialen Schädigungen durch die erlittene sexuelle Gewalt werden als gravierender eingeschätzt, wenn sich Täter und Opfer vorher kannten, da durch den bekannten Täter zusätzlich das zwischenmenschliche Vertrauen und das interpersonelle Sicherheitsempfinden verletzt wird.
Trotzdem werden die meisten Taten im rechtstechnischen Sinne als mildere Form von Vergewaltigung behandelt, da die Opfer häufig keine schweren körperlichen Schäden aufweisen, zu einem Widerstand oft nicht in der Lage waren oder die empfundene Ablehnung aufgrund der Unfähigkeit zur Kommunikation unter Alkohol und Drogen nicht geäußert werden konnte. Die Beweislage ist schwierig, wenn gerichtssichere Indizien fehlen oder vom Opfer selber zum Beispiel durch Duschen vernichtet wurden. Während Vergewaltigungen durch Fremdtäter skandalisiert werden, wird Date-Rape-Opfern häufig die Anerkennung des Opferstatus verweigert. Die meisten Date-Rape-Opfer erstatten keine Anzeige.

## Rechtslage in Deutschland
Eine Verurteilung nach dem deutschen Strafgesetzbuch (§ 177 Sexuelle Nötigung, Vergewaltigung) setzt voraus, dass das Opfer einen erkennbaren entgegenstehenden Willen hat. Vor der Reform des Sexualstrafrechts 2016 war es erforderlich, dass das Opfer körperlichen Widerstand leistet, den es durch den Täter mittels Gewalt zu überwinden galt. Weil eine verbale Äußerung („Nein heißt Nein“) erkennbar nicht ausreicht, soll künftig eine klare Zustimmung („Ja heißt Ja“) zur Bekämpfung der Vergewaltigung auf der Grundlage fehlender Einwilligung gefordert sein.
Zusätzlich wurde die Strafandrohung für den neuen Absatz 1 gesenkt, was wiederum eine explizite Versuchsstrafbarkeit zur Folge hat. In Absatz 2 steht nun die deutliche ausführliche Ausnutzungsvariante. Zudem wurde in Absatz 6 die maximale Strafdrohung von fünf auf zehn Jahre verdoppelt.
Insgesamt ist also die Schwelle zur Strafbarkeit niedriger, wenngleich auch die Strafandrohung geringer ist. Damit werden mehr Handlungen strafbar. Gleichzeitig setzt sich der Trend der letzten Jahrzehnte fort, bei dem immer wieder der Strafrahmen erhöht wird.